# منقذ عدي
منقذ عدي (مواليد 22 يناير 1997) هو لاعب كرة قدم قطري من أصل سوري يلعب مع نادي معيذر كظهير أيمن .

## الحياة الشخصية
منقذ عدي .. ولد في العاصمة القطرية الدوحة من أبوين سوريين من مدينة حماة ..

## مسيرة اللاعب
بدأ مشواره الكروي في نادي الغرافة القطري من عمر 11 سنة .. ظهير أيمن ..خريج اكاديمية اسباير .. حاصل على جائزة هداف دوري الناشئين ودوري الشباب القطري مع الغرافة، انضم لمنتخب قطر للشباب في العام الماضي وشارك مع المنتخب في بطولة كوتيف الدولية التي اقيمت بأسبانيا .. وبطولة كأس الخليج للشباب .. وتصفيات كأس اسيا وتأهل العنابي لكأس اسيا اللي ستقام بالبحرين بشهر 10 من العام الحالي ..
بداية رحلته الأوروبية كانت بنادي لينز النمساوي وأمضى تجربة امتدت قرابة الشهر وعاد للدوحة مع الغرافة .. وبشهر نوفمبر من العام الماضي تم اختياره لنادي اوبين البلجيكي بشرط تجاوز الاختبار الذي نجح بتجاوزه الاختبار ووقع عقدا على سبيل الإعارة من نادي الغرافة حتى نهاية الموسم وتم توقيع العقد بشهر يناير الفائت.

### تنقلاته
لعب مع نادي الغرافة ونادي يوبين ونادي أم صلال ونادي مسيمير ونادي معيذر.

## روابط خارجية
- منقذ عدي على موقع قاعدة بيانات كرة القدم.إي يو (الإنجليزية)
- منقذ عدي على موقع Soccerway.com (الإنجليزية)